# Ignasi González i Llubera
Ignasi Miquel González i Llubera (Barcelona 1893 - Cambridge 1962) fou un lingüista català. Estudià a les universitats de Barcelona i Madrid, i s'especialitzà en llengües semítiques. El 1920 fou nomenat director del departament de llengua i literatura espanyola a la Queen's University de Belfast (Irlanda del Nord), i després catedràtic (1926-1960), on ha comptat com a deixebles els catalanòfils Robert Brian Tate i Francis William Pierce.
Ha treballat en l'edició d'obres d'autors jueus i àrabs hispànics d'Al-Àndalus, i destaca la seva traducció de l'hebreu de l'obra de Josep Ben Meir Ibn Sabarra. Fou membre corresponent de l'Institut d'Estudis Catalans (1951), de l'Acadèmia de Bones Lletres de Barcelona i de la Hispanic Society of America, primer president de l'Association of Hispanists of Great Britain and Northern Ireland (1953-54) i professor visitant a la universitat de Toronto (1953).

## Obres
- Los viajes de Benjamín de Tudela (1918)
- Gramática de la lengua castellana de Nebrija (1926)
- Llibre d'ensenyaments delectables (1931)
- Coplas de Yoçef (1935)
- Proverbios morales de Santob de Carrión (1947)